# Trendon Watford
Trendon Nelson Watford (ur. 9 listopada 2000 w Birmingham) – amerykański koszykarz, występujący na pozycji silnego skrzydłowego, od 2023 zawodnik Brooklyn Nets.
W 2019 wystąpił w dwóch meczach gwiazd amerykańskich szkół średnich – McDonald’s All-American, Jordan Classic. Został też wybrany najlepszym zawodnikiem szkół średnich stanu Alabama (Alabama Gatorade Player of the Year – 2018, 2019, Alabama Mr. Basketball – 2018, 2019) oraz zaliczony do II składu USA Today’s All-USA (2019).
21 lutego 2022 zawarł umowę do końca sezonu z Portland Trail Blazers. 3 sierpnia 2023 dołączył do Brooklyn Nets.

## Osiągnięcia
Stan na 16 września 2023, na podstawie, o ile nie zaznaczono inaczej.
NCAA
- Uczestnik II rundy turnieju NCAA (2021)
- Zaliczony do I składu:
  - konferencji Southeastern (SEC – 2021)
  - najlepszych pierwszorocznych zawodników SEC (2020)
  - turnieju SEC (2021)
  - All-Louisiana (2021)
- Lider SEC w liczbie zbiórek w obronie (160 – 2021)